# Kees Christiaanse Architects & Planners
Kees Christiaanse Architects & Planners (KCAP) is een Nederlands architectenbureau.
Het bureau is onder andere mede-ontwerper van de HafenCity in Hamburg, The Red Apple in Rotterdam en MARK in Utrecht. KCAP ontwierp ook het kantorenpark Plaza Arena in Amsterdam-Zuidoost met Brug 1996. In 2010 werd de prijsvraag gewonnen voor de herinrichting van het Heizelplateau in Brussel, waarna KCAP in 2011 een masterplan opleverde.

## Organisatie
KCAP  is in 1989 door Kees Christiaanse in Rotterdam opgericht en is naast in de architectuur en stedenbouw ook actief in landschapsarchitectuur. Het opereert internationaal en heeft naast een kantoor in Rotterdam kantoren in Zürich en Shanghai. Er waren in 2022 zo’n 125 medewerkers in dienst, aangestuurd door zeven partners.

## Portfolio

### Europa
- Zuiderzicht, Antwerpen, België
- New Istropolis, Bratislava, Slowakije (2018- )
- HafenCity, Hamburg, Duitsland
- Keflavik Airport, Reykjavik, IJsland (2021- )
- Europaallee, Zürich, Zwitserland (2004-2022)

#### Nederland
- Cruquiuseiland, Amsterdam
- Droogbak, Amsterdam
- The Gustav, Amsterdam
- Oostelijke Handelskade, Amsterdam (1998-2009)
- Science Park, Amsterdam
- HS Kwartier, Den Haag
- Inntel Hotel Den Haag, Den Haag (2021)[4]
- Stationspostgebouw, Den Haag
- Eindhoven Airport, Eindhoven (2008-2013)
- Fellenoord, Eindhoven
- De Waalhoven, Nijmegen
- Waalkwartier, Nijmegen
- The Red Apple, Rotterdam
- MARK, Utrecht
- Noorderhaven, Zutphen